# كريل (فرنسا)
كِرَيْل (بالفرنسية: Creil) بلدية فرنسية على نهر الواز والنسبة إليها كِرَيْلِيّ. يتّصل حَضَرُها إلى الشمال حتى يغمُرَ بلديةَ نُجَنْط، فصار يُغلَّب اسمُ كريل عليها. والبلديتان هما اليوم مركز «وحدة حضرية» يعيش فيها 120٬350 نسمة، تبلُغ عِدَّةُ الكِرَيْلِيِّين منهم نحوَ 36٬000 نفسا، وقريب من ذلك هي عدة النُجَنْطِيِّين. وتضم هذه الوحدة الحضرية المسماةُ كريل إحدى وعشرين بلدية أخرى. كان مبدؤها على جزيرةٍ مستطيلةٍ قليلٍ عرضُها يحيط بها نهر الواز من كل جانب يقال لها جزيرة القسّيس مُورِيس. وهي أقرب إلى شاطئه الجنوبي منها إلى شاطئه الشمالي. وعلى الجزيرة قلعةُ كريلَ التي نُقل إليها ملكُ فرنسا شَارَلُ السادسُ المعروفُ بالمجنون ومعه زوجُه إزابيل البَوَارِيَّةُ لمّا أصابه الجنون.

## أعلام
- شارل الرابع
- حسين عبد الرحمن
- هيلين جوفروا
- سيرج بلوسون
- رضوان فايد
- غريغوري ثيل
- باكسيليس مورليندي